# Il Confessionale
El Confesionario (cuyo título original es Il Confessionale) es una película porno italiana de 1998. 
Producida por la compañía de Mario Salieri causó una gran polémica por sus continuas alusiones a la Iglesia católica y por el hecho de que el protagonista interpretase el papel de sacerdote.

## Sinopsis
Cuenta las vivencias de un párroco (Joe Calzone) destinado en una pequeña población de Regio de Calabria que aprovecha su estatus social para recibir favores sexuales. Si bien la película está ambientada en esta región sureña, la parroquia utilizada para el rodaje fue Gioia dei Marsi, en los Abruzos, región cercana al Lacio.
La película inicia con la voz en off del protagonista, narrando éste que ha regresado al pueblo donde oficiaba misa un año antes de ser excomulgado y explicando los motivos que le motivaron a caer en la tentación y cometer tales pecados. Según él, el detonante fue haber descubierto in fraganti al doctor Giacomo Busieme practicando sexo con una mujer delante de la madre de ésta, una feligresa agónica a la que el párroco le concedía la extrema unción.

## Reparto
- Monica Roccaforte: Daniela, adolescente feligresa
- Diana Huldiman
- Alba Foster: Melina, pareja homosexual de Marcia. Chantajeada por Piaggio Missemi.
- Isablle Danton
- Maeva
- Marianna Janson
- Vivienne Hadman
- Danila Giana Tempo
- Marisa Sothmar
- Rosa Giampalo
- Angela Pintus
- Joe Calzone: don Lucas, párroco
- Francesco Malcom: Dr. Giacomo Busieme
- Silvio Evangelista: director del instituto, sacerdote
- Walter Midolo: Piaggio Missemi, padre de Daniela y marido de Rosa, feligrés, chantajista de la pareja Marcia y Melina
- Caterina Lievacic
- Olga Santospina